# Kalvholm (i Bussö fjärden, Vårdö)
Kalvholm är en ö i Bussö fjärden i södra Vårdö kommun på Åland.
Öns area är 1 kvadratkilometer och dess största längd är 1,9 kilometer i nord-sydlig riktning. Kalvholm omges av Töftö och Mickelsö i nordväst samt Ängö och Bussö i sydost. I nordost breder Bussö fjärden ut sig och längre bort Grundsunda fjärden och fasta Vårdö.